# Aşağısayık, Dörtdivan
Aşağısayık là một xã thuộc huyện Dörtdivan, tỉnh Bolu, Thổ Nhĩ Kỳ. Dân số thời điểm năm 2010 là 144 người.